# Typocerus gloriosus
Typocerus gloriosus är en skalbaggsart som beskrevs av Hopping 1922. Typocerus gloriosus ingår i släktet Typocerus och familjen långhorningar. Inga underarter finns listade i Catalogue of Life.